# サトちゃん

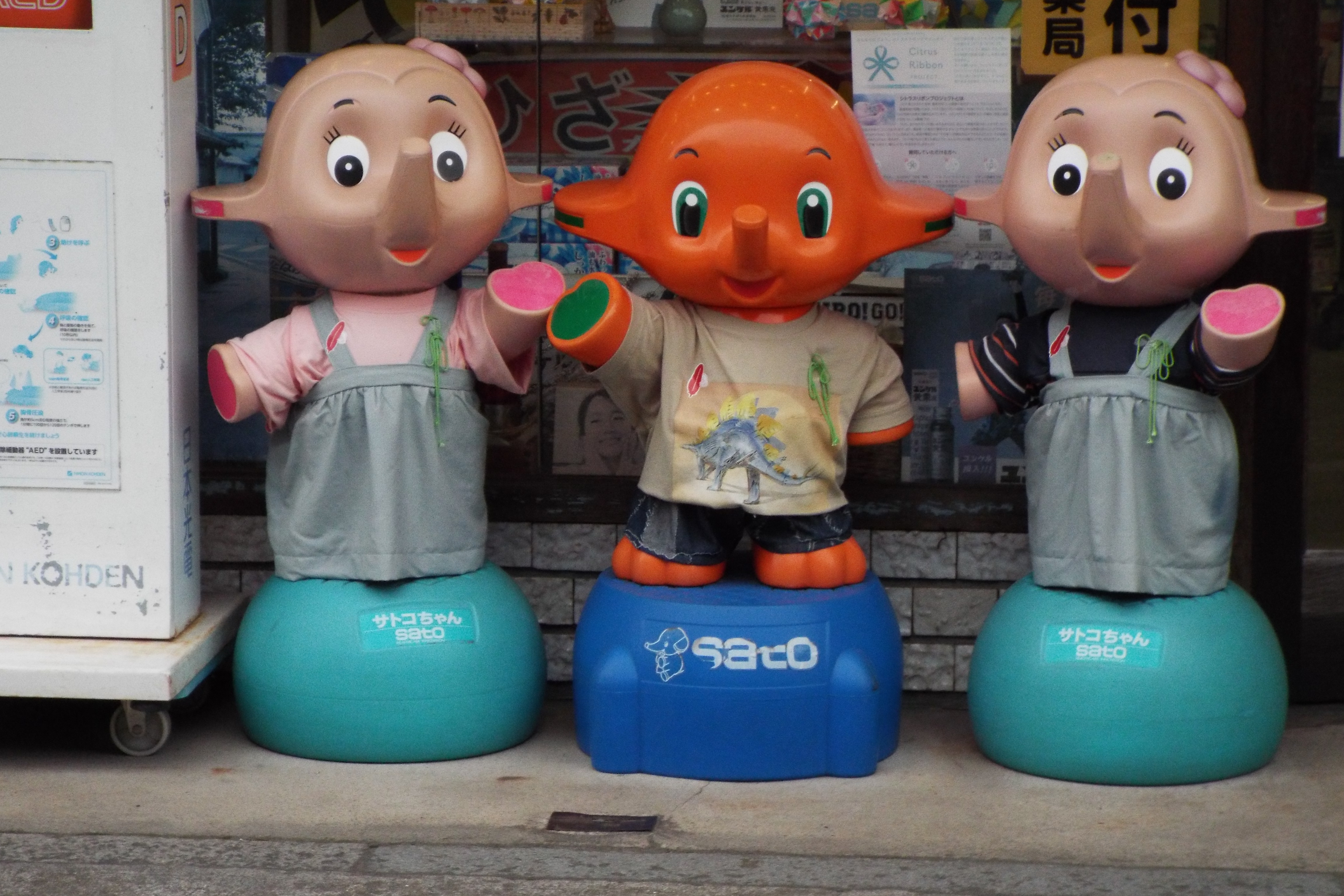
2021年10月現在も薬局の店先に並ぶサトちゃんとサトコちゃん（丹波篠山市青山通り布袋堂薬局）

サトちゃんは、日本の製薬会社、佐藤製薬のゾウを模したマスコットキャラクター。

## 概要
ゾウは長生きであり、健康で明るくて子供から大人まで幅広く愛されている動物であることから「象は健康と長生きのシンボル」であるととらえ、キャラクターがゾウに決定された。

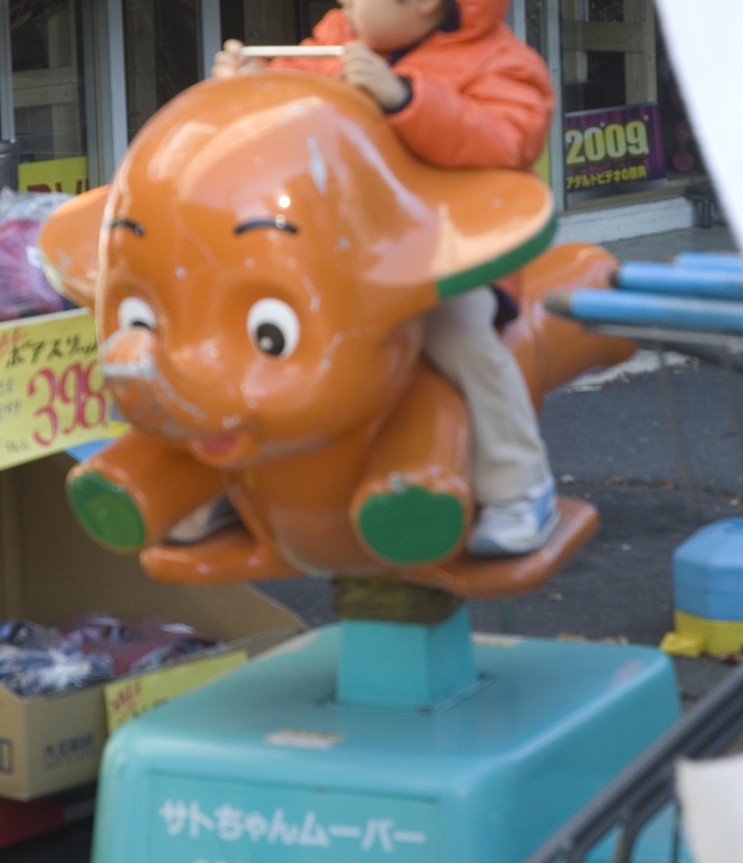
「サトちゃんムーバー」

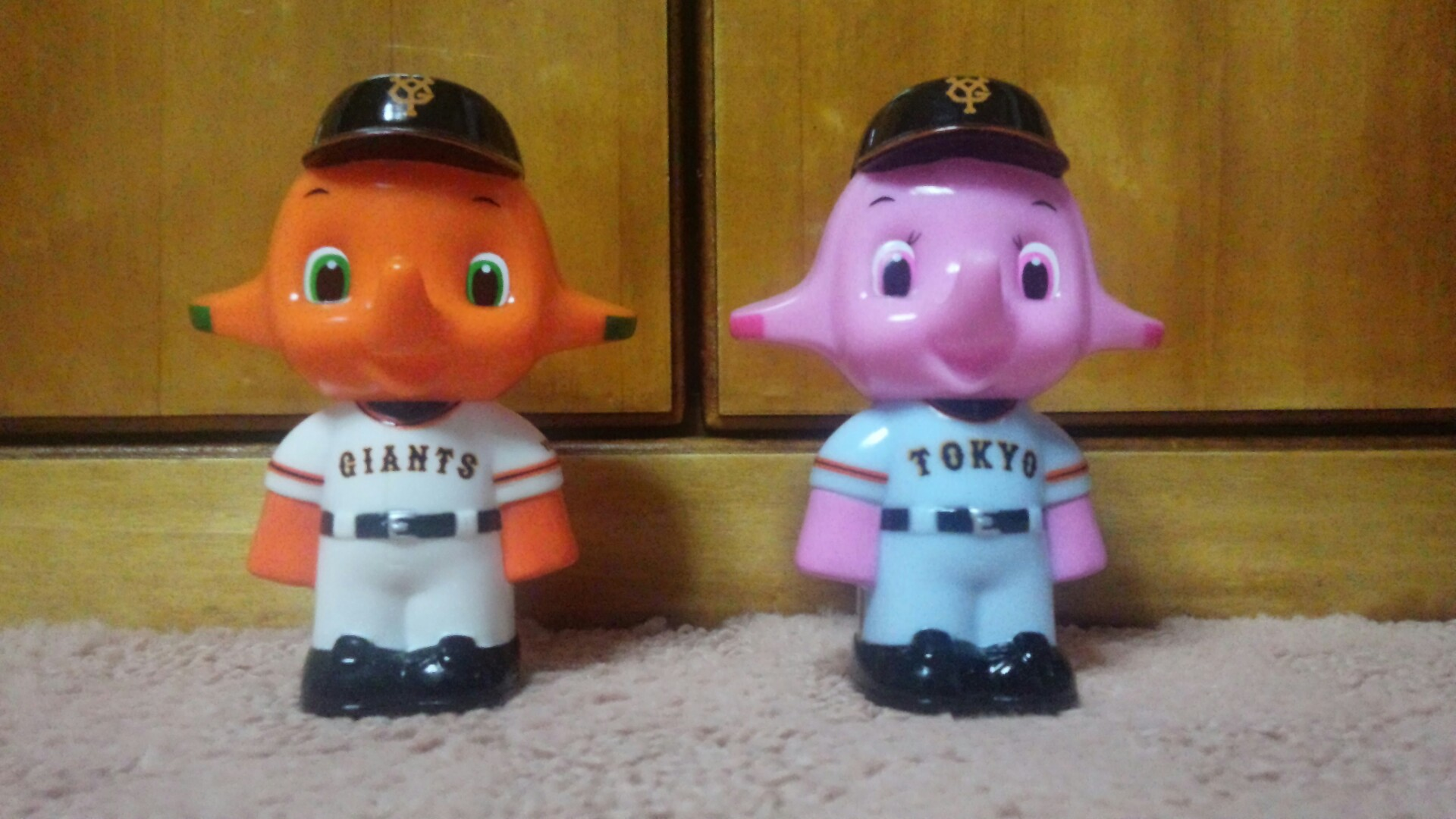
読売ジャイアンツのユニホーム姿のサトちゃん・サトコちゃん

1955年6月、佐藤製薬の印刷物にはじめてゾウのイラストが登場。 このイラストは、現行のサトちゃんのような極端にデフォルメされたものではなく、より本物に近い鼻の長いゾウであった。
1959年4月10日、当時の皇太子・明仁親王の御成婚を記念して、店頭ディスプレイ用の子象（チビゾウ）が誕生。キャラクターデザインは『ブーフーウー』の生みの親である劇作家の飯沢匡と童話画家の土方重巳の2人が手掛けた。
同年10月、応募総数4万6600通のなかから「サトちゃん」と命名され、新聞各紙やポスター・フジテレビなどで命名決定の発表が一斉に行われた。
1982年には佐藤協力会の30周年を記念して考えられた妹の「サトコちゃん」が登場。以後サトちゃんとともにマスコットキャラクターとなる。
その後も、ポーズ変更やリニューアルを重ね、店頭ディスプレイに加え、数多くのキャラクターグッズが存在している。
東京ドームにある、読売ジャイアンツ戦で場内一周する際のオレンジ色のカートは、「サトちゃんカー」と名づけられている。

## 歴史
- 1955年6月 - 佐藤製薬の印刷物にはじめて象のイラストが登場。
- 1959年4月10日 - 店頭ディスプレイ誕生。しかしまだこの時は名前が決まっていなかった。
- 1959年10月9日 - 公募により「サトちゃん」に名前が決定。
- 1960年2月 - 「サトちゃんの歌」発表。
- 1961年 - 「ロケットサトちゃん」登場。
- 1963年 - 「テレスターサトちゃん」登場。絵本「サトちゃんブック」発刊。
- 1964年10月 - 電動式の子供向けの乗り物「サトちゃんムーバー」登場。
- 1965年 - 「サトちゃんグロリア号」登場。
- 1967年 - 「サトちゃんムーバー躍進号」登場。
- 1970年 - 日本万国博覧会の「生活産業館」に出展。「サトちゃん繁栄号」登場。「サトちゃんの着ぐるみ」誕生。

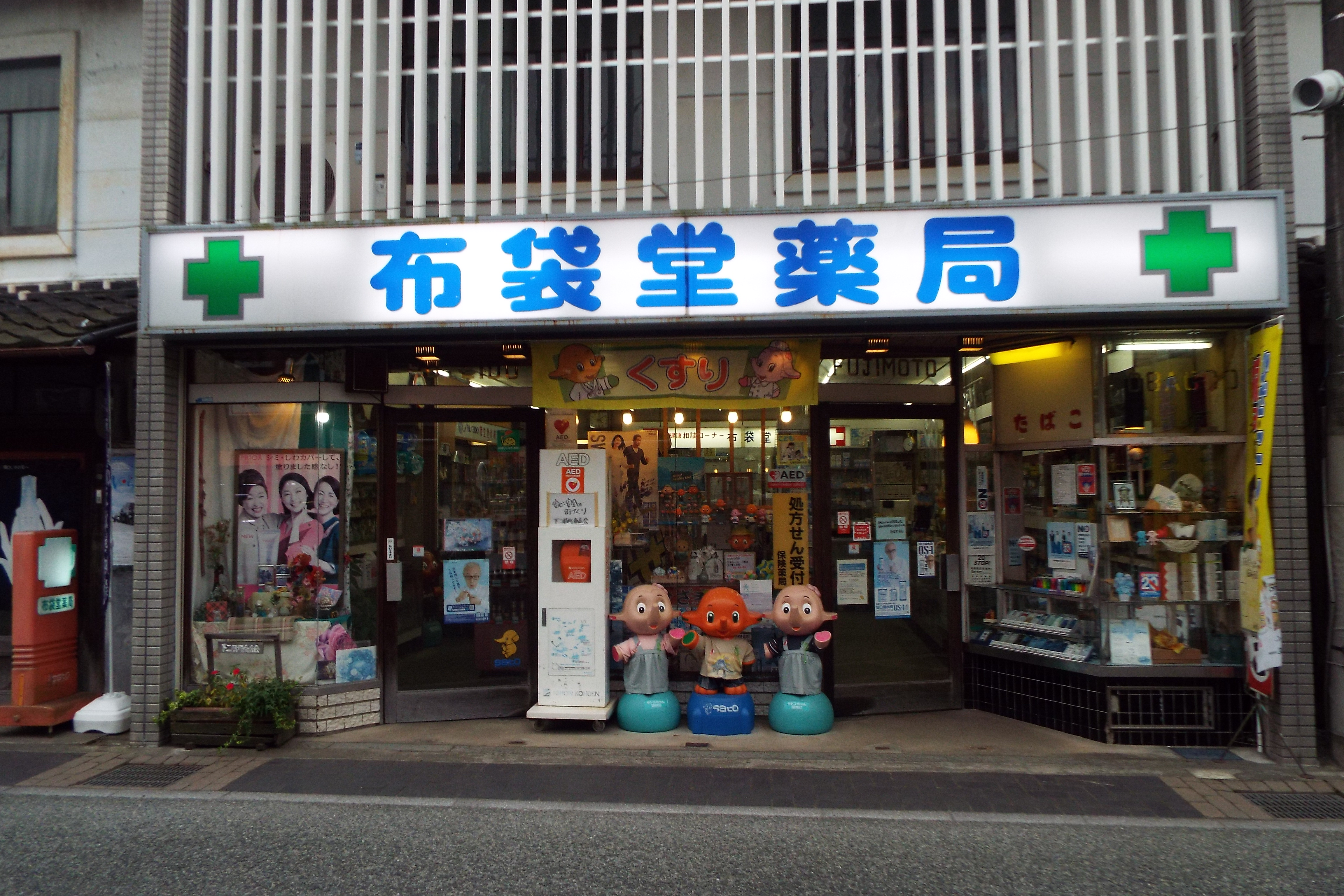
薬局の店頭に並ぶサトちゃん

- 1982年 - 妹「サトコちゃん」が登場。
- 1982年9月 - 「サトちゃん新型」が登場。
- 1993年 - 「店頭サトちゃん21」「トーキングサトちゃん」が登場。
- 1995年 - 「店頭サトコちゃん」が登場。
- 1996年 - 「サトちゃんムーバー新型」登場。動作中はサトちゃんのオリジナルソングが流れる。
- 1997年 - 「サトコちゃんムーバー」登場。動作中はサトコちゃんのオリジナルソングが流れる。
- 2000年 - 新型「店頭サトちゃんミレニアム」・新型「店頭サトコちゃんミレニアム」が登場。
- 2005年10月7日 - 「サトちゃんミュージアム」が、銀座清水薬局内に併設される[8]。
- 2010年3月 - 「サトちゃん」・「サトコちゃん」のデザインを変更[9]。